# Усть-Білівська сільська рада
Усть-Бі́лівська сільська рада (рос. Усть-Беловский сельский совет) — сільське поселення у складі Краснощоковського району Алтайського краю Росії.
Адміністративний центр та єдиний населений пункт — село Усть-Біле.

## Населення
Населення — 248 осіб (2019; 316 в 2010, 405 у 2002).